# Liste des sénateurs des États-Unis pour l'Iowa
Depuis son entrée dans l'Union le 26 décembre 1846, l'État de l'Iowa envoie trente-sept sénateurs au Congrès des États-Unis, deux par législature. Cet article en dresse la liste.

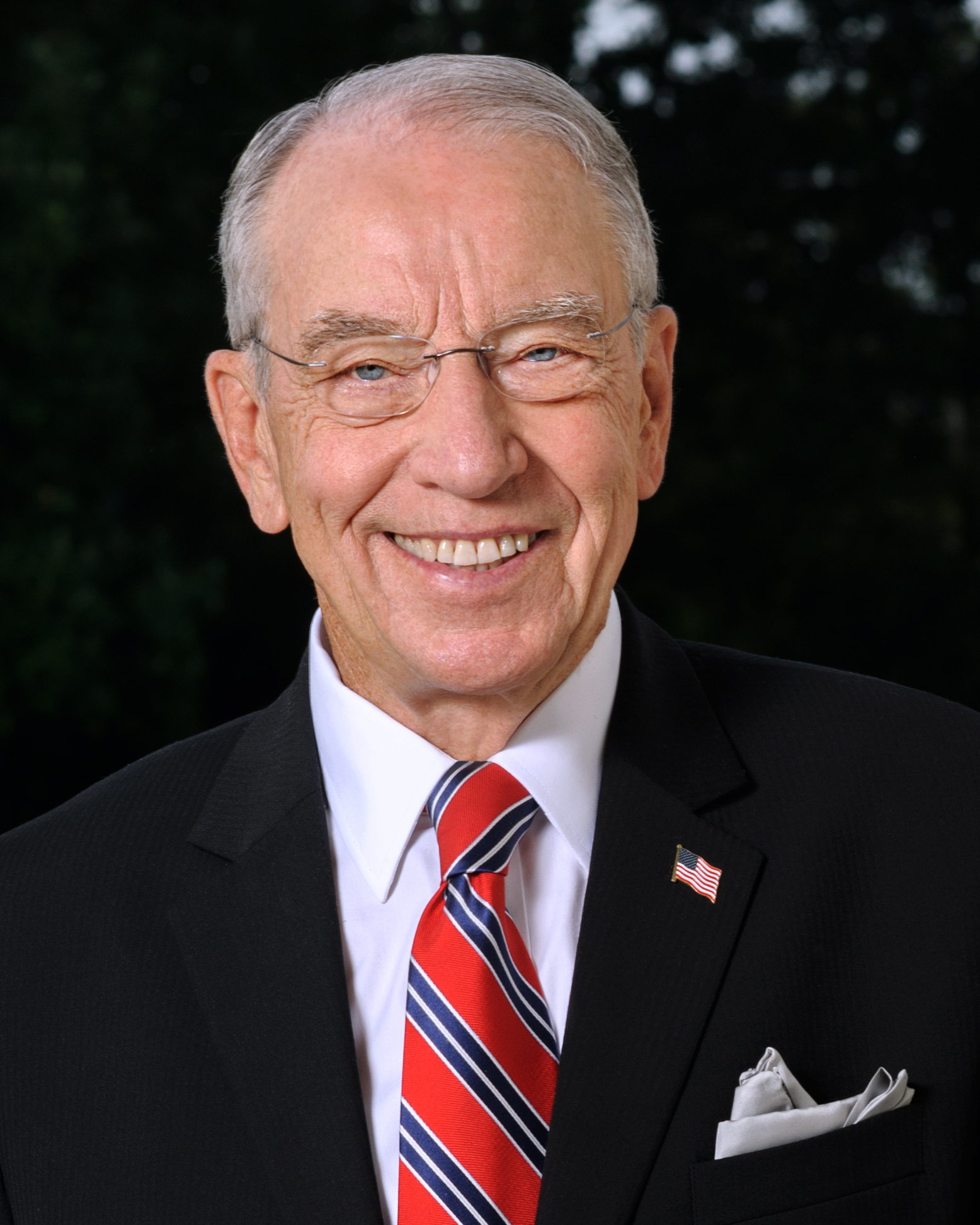
Chuck Grassley (R), sénateur depuis 1981.
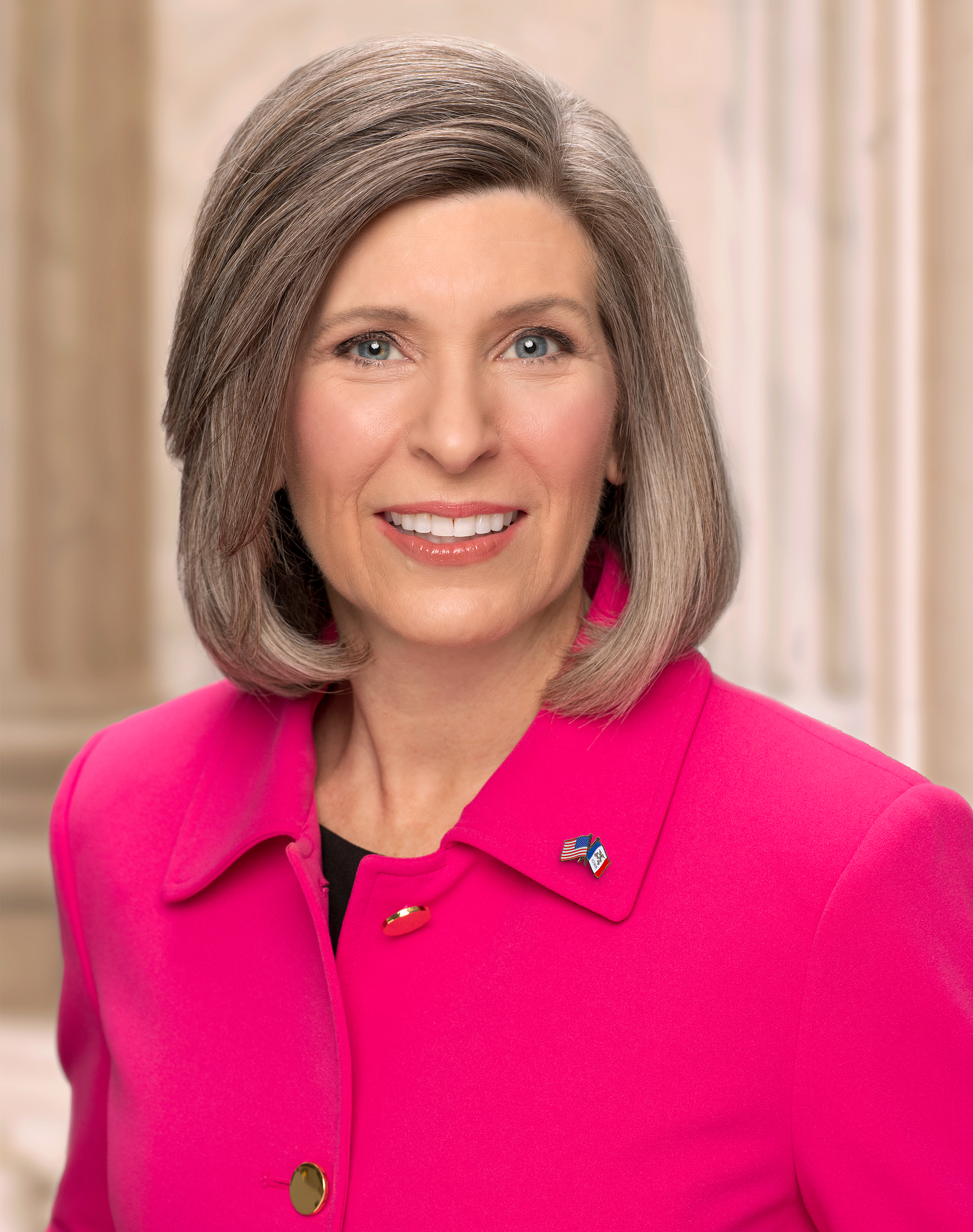
Joni Ernst (R), sénatrice depuis 2015.

## Élections
Les deux sénateurs sont élus au suffrage universel direct pour un mandat de six ans. Les prochaines élections auront lieu en novembre 2026 pour le siège de la classe II et en novembre 2028 pour le siège de la classe III.

## Liste

### Classe II
| No                                                                       | Portrait                                                                 | Nom                                                                      | Parti                                                                    | Mandat                              |
| ------------------------------------------------------------------------ | ------------------------------------------------------------------------ | ------------------------------------------------------------------------ | ------------------------------------------------------------------------ | ----------------------------------- |
| 1                                                                        |                                                                          | George W. Jones                                                          | Démocrate                                                                | 7 décembre 1848 – 4 mars 1859       |
| 2                                                                        |                                                                          | James W. Grimes                                                          | Républicain                                                              | 4 mars 1859 – 6 décembre 1869       |
| Siège vacant après la démission de James W. Grimes.                      | Siège vacant après la démission de James W. Grimes.                      | Siège vacant après la démission de James W. Grimes.                      | Siège vacant après la démission de James W. Grimes.                      | 6 décembre 1869 – 18 janvier 1870   |
| 3                                                                        |                                                                          | James B. Howell                                                          | Républicain                                                              | 18 janvier 1870 – 4 mars 1871       |
| 4                                                                        |                                                                          | George G. Wright                                                         | Républicain                                                              | 4 mars 1871 – 4 mars 1877           |
| 5                                                                        |                                                                          | Samuel J. Kirkwood                                                       | Républicain                                                              | 4 mars 1877 – 7 mars 1881           |
| 6                                                                        |                                                                          | James W. McDill                                                          | Républicain                                                              | 8 mars 1881 – 4 mars 1883           |
| 7                                                                        |                                                                          | James F. Wilson                                                          | Républicain                                                              | 4 mars 1883 – 4 mars 1895           |
| 8                                                                        |                                                                          | John H. Gear                                                             | Républicain                                                              | 4 mars 1895 – 14 juillet 1900       |
| Siège vacant après la mort de John H. Gear.                              | Siège vacant après la mort de John H. Gear.                              | Siège vacant après la mort de John H. Gear.                              | Siège vacant après la mort de John H. Gear.                              | 14 juillet 1900 – 22 août 1900      |
| 9                                                                        |                                                                          | Jonathan P. Dolliver                                                     | Républicain                                                              | 22 août 1900 – 15 octobre 1910      |
| Siège vacant après la mort de Jonathan P. Dolliver.                      | Siège vacant après la mort de Jonathan P. Dolliver.                      | Siège vacant après la mort de Jonathan P. Dolliver.                      | Siège vacant après la mort de Jonathan P. Dolliver.                      | 15 octobre 1910 – 12 novembre 1910  |
| 10                                                                       |                                                                          | Lafayette Young                                                          | Républicain                                                              | 12 novembre 1910 – 11 avril 1911    |
| 11                                                                       |                                                                          | William S. Kenyon                                                        | Républicain                                                              | 12 avril 1911 – 24 février 1922     |
| 12                                                                       |                                                                          | Charles A. Rawson                                                        | Républicain                                                              | 24 février 1922 – 1er décembre 1922 |
| 13                                                                       |                                                                          | Smith W. Brookhart                                                       | Républicain                                                              | 1er décembre 1922 – 12 avril 1926   |
| 14                                                                       |                                                                          | Daniel F. Steck                                                          | Démocrate                                                                | 12 avril 1926 – 4 mars 1931         |
| 15                                                                       |                                                                          | Lester J. Dickinson                                                      | Républicain                                                              | 4 mars 1931 – 3 janvier 1937        |
| Siège vacant jusqu'à la fin du mandat de gouverneur de Clyde L. Herring. | Siège vacant jusqu'à la fin du mandat de gouverneur de Clyde L. Herring. | Siège vacant jusqu'à la fin du mandat de gouverneur de Clyde L. Herring. | Siège vacant jusqu'à la fin du mandat de gouverneur de Clyde L. Herring. | 3 janvier 1937 – 15 janvier 1937    |
| 16                                                                       |                                                                          | Clyde L. Herring                                                         | Démocrate                                                                | 15 janvier 1937 – 3 janvier 1943    |
| Siège vacant jusqu'à la fin du mandat de gouverneur de George A. Wilson. | Siège vacant jusqu'à la fin du mandat de gouverneur de George A. Wilson. | Siège vacant jusqu'à la fin du mandat de gouverneur de George A. Wilson. | Siège vacant jusqu'à la fin du mandat de gouverneur de George A. Wilson. | 3 janvier 1943 – 14 janvier 1943    |
| 17                                                                       |                                                                          | George A. Wilson                                                         | Républicain                                                              | 14 janvier 1943 – 3 janvier 1949    |
| 18                                                                       |                                                                          | Guy Gillette                                                             | Démocrate                                                                | 3 janvier 1949 – 3 janvier 1955     |
| 19                                                                       |                                                                          | Thomas E. Martin                                                         | Républicain                                                              | 3 janvier 1955 – 3 janvier 1961     |
| 20                                                                       |                                                                          | Jack Miller (en)                                                         | Républicain                                                              | 3 janvier 1961 – 3 janvier 1973     |
| 21                                                                       |                                                                          | Dick Clark (en)                                                          | Démocrate                                                                | 3 janvier 1973 – 3 janvier 1979     |
| 22                                                                       |                                                                          | Roger Jepsen (en)                                                        | Républicain                                                              | 3 janvier 1979 – 3 janvier 1985     |
| 23                                                                       |                                                                          | Tom Harkin                                                               | Démocrate                                                                | 3 janvier 1985 – 3 janvier 2015     |
| 24                                                                       |                                                                          | Joni Ernst                                                               | Républicain                                                              | Depuis le 3 janvier 2015            |

### Classe III
| No                                                               | Portrait                                                         | Nom                                                              | Parti                                                            | Mandat                             |
| ---------------------------------------------------------------- | ---------------------------------------------------------------- | ---------------------------------------------------------------- | ---------------------------------------------------------------- | ---------------------------------- |
| 1                                                                |                                                                  | Augustus C. Dodge                                                | Démocrate                                                        | 7 décembre 1848 – 22 février 1855  |
| Siège vacant après la démission d'Augustus C. Dodge.             | Siège vacant après la démission d'Augustus C. Dodge.             | Siège vacant après la démission d'Augustus C. Dodge.             | Siège vacant après la démission d'Augustus C. Dodge.             | 22 février 1855 – 4 mars 1855      |
| 2                                                                |                                                                  | James Harlan                                                     | Free Soil                                                        | 4 mars 1855 – 5 janvier 1857       |
| Siège vacant après l'invalidation de l'élection de James Harlan. | Siège vacant après l'invalidation de l'élection de James Harlan. | Siège vacant après l'invalidation de l'élection de James Harlan. | Siège vacant après l'invalidation de l'élection de James Harlan. | 5 janvier 1857 – 29 janvier 1857   |
| 2                                                                |                                                                  | James Harlan                                                     | Républicain                                                      | 29 janvier 1857 – 15 mai 1865      |
| Siège vacant après la démission de James Harlan.                 | Siège vacant après la démission de James Harlan.                 | Siège vacant après la démission de James Harlan.                 | Siège vacant après la démission de James Harlan.                 | 15 mai 1865 – 13 janvier 1866      |
| 3                                                                |                                                                  | Samuel J. Kirkwood                                               | Républicain                                                      | 13 janvier 1866 – 4 mars 1867      |
| 4                                                                |                                                                  | James Harlan                                                     | Républicain                                                      | 4 mars 1867 – 4 mars 1873          |
| 5                                                                |                                                                  | William B. Allison                                               | Républicain                                                      | 4 mars 1873 – 4 août 1908          |
| Siège vacant après la mort de William B. Allison.                | Siège vacant après la mort de William B. Allison.                | Siège vacant après la mort de William B. Allison.                | Siège vacant après la mort de William B. Allison.                | 4 août 1908 – 24 novembre 1908     |
| 6                                                                |                                                                  | Albert B. Cummins                                                | Républicain                                                      | 24 novembre 1908 – 30 juillet 1926 |
| Siège vacant après la mort d'Albert B. Cummins.                  | Siège vacant après la mort d'Albert B. Cummins.                  | Siège vacant après la mort d'Albert B. Cummins.                  | Siège vacant après la mort d'Albert B. Cummins.                  | 30 juillet 1926 – 7 août 1926      |
| 7                                                                |                                                                  | David W. Stewart                                                 | Républicain                                                      | 7 août 1926 – 4 mars 1927          |
| 8                                                                |                                                                  | Smith W. Brookhart                                               | Républicain                                                      | 4 mars 1927 – 4 mars 1933          |
| 9                                                                |                                                                  | Richard L. Murphy                                                | Démocrate                                                        | 4 mars 1933 – 16 juillet 1936      |
| Siège vacant après la mort de Richard L. Murphy.                 | Siège vacant après la mort de Richard L. Murphy.                 | Siège vacant après la mort de Richard L. Murphy.                 | Siège vacant après la mort de Richard L. Murphy.                 | 16 juillet 1936 – 3 novembre 1936  |
| 10                                                               |                                                                  | Guy Gillette                                                     | Démocrate                                                        | 3 novembre 1936 – 3 janvier 1945   |
| 11                                                               |                                                                  | Bourke B. Hickenlooper                                           | Républicain                                                      | 3 janvier 1945 – 3 janvier 1969    |
| 12                                                               |                                                                  | Harold Hughes (en)                                               | Démocrate                                                        | 3 janvier 1969 – 3 janvier 1975    |
| 13                                                               |                                                                  | John Culver                                                      | Démocrate                                                        | 3 janvier 1975 – 3 janvier 1981    |
| 14                                                               |                                                                  | Chuck Grassley                                                   | Républicain                                                      | Depuis le 3 janvier 1981           |